# Michael Eladio Lopez-Alegria
Michael López-Alegría (eredetileg Miguel Ángel López Alegría) (Madrid, 1958. május 30.–) spanyol/amerikai űrhajós.

## Életpálya
Spanyolországban született, de Mission Viejóban (Kalifornia) nevelkedett. 1980-ban az amerikai Haditengerészeti Akadémián szerzett rendszerfejlesztési oklevelet. 1988-ban ugyanitt repülőmérnöki diplomát kapott. A spanyol és az amerikai Haditengerészet berepülő pilótája. Több katonai vezető posztot töltött be. Kiképzést kapott a repülőbalesetek kivizsgálására. Folyékonyan beszél angolul, spanyolul, franciául és oroszul.
1992. március 31-től részesült űrhajóskiképzésben a Lyndon B. Johnson Űrközpontban, valamint a Jurij Gagarin Űrhajóskiképző Központban. Négy űrszolgálata alatt összesen 257 napot, 22 órát és 46 percet töltött a világűrben. Tíz űrsétát (kutatás, szerelés) hajtott végre, 67 óra 40 percet töltött az űrállomáson kívül. Elődje Jerry Lynn Rossvolt: 9 űrsétát hajtott végre, 58 óra 18 perc alatt.
Jelenleg az első űrhajós, aki a legtöbb időt töltötte az űrsiklón illetve az ISS űrállomáson kívül. Az ISS űrállomáson, folyamatos tartózkodással a legtöbb időt szolgáló amerikai űrhajós. A NASA megbízásából 1995-től volt a Nemzetközi Űrállomáson (ISS) dolgozó űrhajósok igazgató helyettese. Űrhajós pályafutását 2012 márciusában fejezte be.

## Űrrepülések
- STS–73 a Columbia űrrepülőgép küldetésfelelőse. A második, hordozható mikrogravitációs modulban 12 órás váltásban hajtották végre a meghatározott kutatási, kísérleti feladatokat. Felelős volt az összes művelet elvégzéséért. Első űrszolgálata alatt összesen 15 napot, 21 órát és 53 percet töltött a világűrben.
- STS–92 a Discovery űrrepülőgép küldetésfelelőse. Második űrszolgálata alatt összesen 12 napot, 21 órát és 43 percet töltött a világűrben. Négy űrsétán (kutatás, szerelés) 14 órát és 3 percet töltött az ISS állomáson kívül.
- STS–113 a Endeavour űrrepülőgép küldetésfelelőse. Harmadik űrszolgálata alatt összesen 13 napot, 18 órát és 48 percet töltött a világűrben. Több, az űrállomás építéséhez szükséges felszerelést szállította. Három űrséta (kutatás, szerelés) 19 órát és55 percet töltött az ISS állomáson kívül.
- Szojuz TMA–9 fedélzeti mérnök/űrállomás specialista. Negyedik űrszolgálata alatt összesen 215 napot, 08 órát és 22 percet töltött a világűrben. Öt űrsétát (kutatás, szerelés) hajtott végre. Több mint 500 órányi tudományos művezettel végzett.  Elvégezték a szükségszerű karbantartásokat, fogadták a teherűrhajókat, az STS–116 Discovery űrrepülőgépet.